# Manoir d’Ango

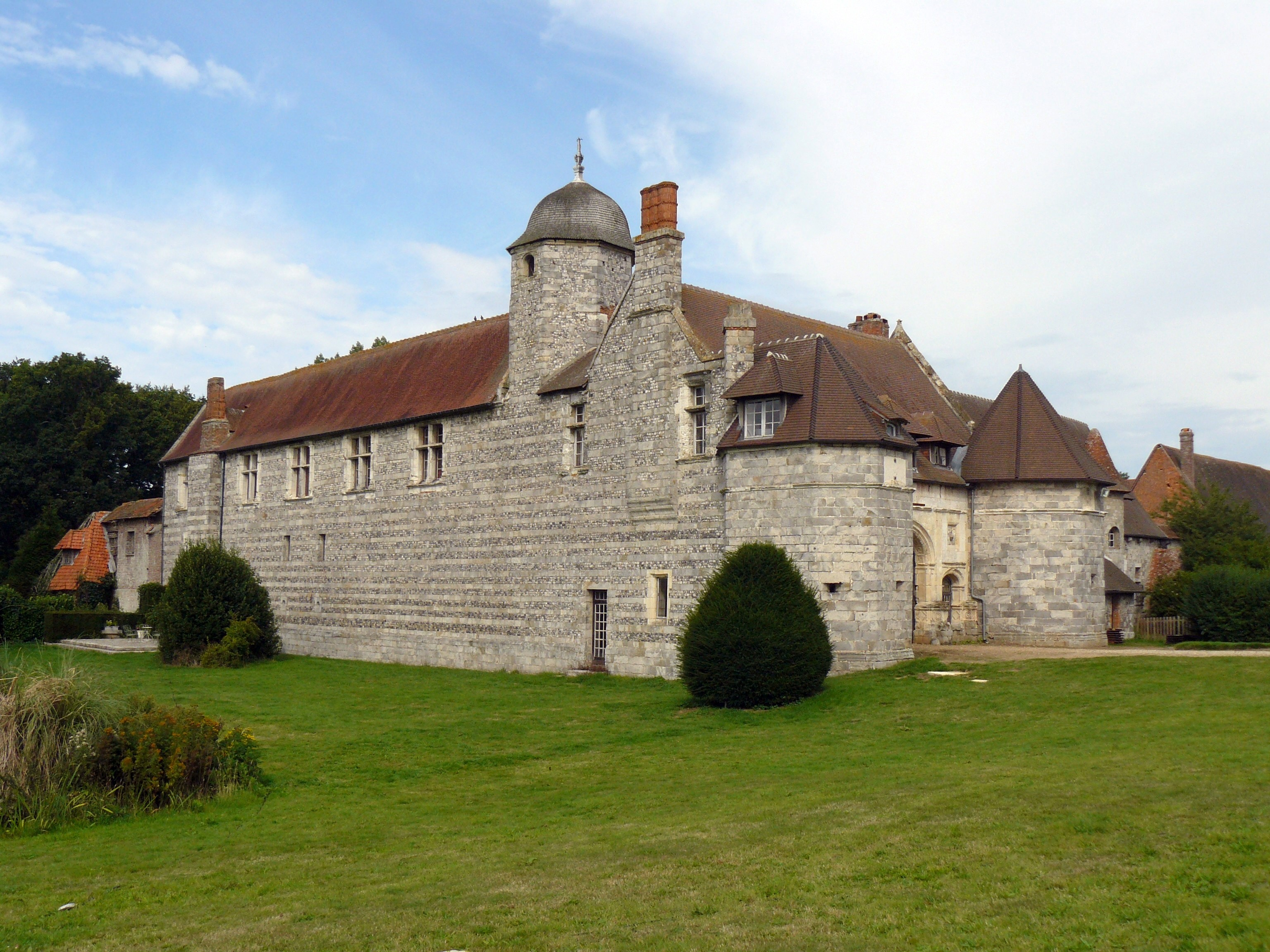
Manoir dʼAngo, Ansicht von Südosten

Das Manoir dʼAngo ist ein großes normannisches Herrenhaus (französisch manoir) im Herzen des Pays de Caux. Es steht in der französischen Gemeinde Varengeville-sur-Mer im Département Seine-Maritime und ist eine geschlossene Vierflügelanlage mit Zugang im Ostflügel. Ab 1532 für den reichen, aus Dieppe stammenden Reeder Jean Ango als ländlicher Sommersitz im Stil der italienischen Renaissance errichtet, wurden die Gebäude im 18. Jahrhundert umgebaut und als Bauernhof genutzt. Während der Französischen Revolution brach ein Feuer aus, welches das Manoir so stark beschädigte, dass einige Obergeschosse abgerissen werden mussten. Das Industriellen-Ehepaar Hugot-Gratry erwarb die heruntergekommene Anlage 1928 und restaurierte sie umfassend, um sie wieder zu Wohnzwecken nutzen zu können. Das Manoir ist heute Eigentum dreier Enkel des Paares.
Neben dem Louvre, Versailles, Chambord oder Chenonceau war das Manoir dʼAngo eines der ersten Bauwerke, das von Prosper Mérimée auf die französische Denkmalliste gesetzt wurde, und so ist die Anlage bereits seit 1862 als Monument historique klassifiziert (französisch Monument historique classé).

## Geschichte
Die rund 5000 Hektar große Herrschaft Varengeville gehörte im Spätmittelalter der Familie Longueil, die sie 1530 an den aus Dieppe stammenden Reeder Jean Ango veräußerte. Dieser war seit 1521 Vicomte von Dieppe und ließ sich in der Zeit zwischen 1530 und 1545 von italienischen Architekten und Künstlern einen komfortablen Sommersitz errichten. Als enger Berater und Unterstützer des französischen Königs Franz’ I. empfing Ango den Monarchen 1535 samt dessen Hofstaat in seinem neuen Domizil, denn das Manoir war nicht nur als zeitweiliger Wohnsitz, sondern von vornherein auch für große Empfänge sowie Festivitäten konzipiert und zusätzlich mit einem ausgedehnten landwirtschaftlichen Betrieb kombiniert. Nach dem Tod Franz’ I. im Jahr 1547 ging es mit der Karriere Jean Angos rapide bergab, und seine finanzielle Situation verschlechterte sich immens. Er starb 1511 am Rande des Ruins in seinem erst wenige Jahre zuvor endgültig fertiggestellten Landsitz.

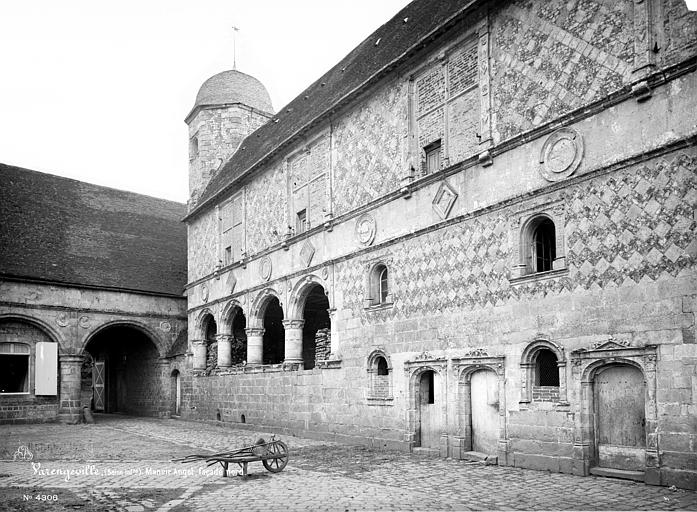
Das Logis Ende des 19. Jahrhunderts, als die Anlage als Bauernhof genutzt wurde

Angos Witwe Anne Guillebert verkaufte die Anlage an den Patensohn ihres verstorbenen Mannes, Jacques de Banquemare. Später kam Anlage zurück an die Familie Guillebert, denn im 17. Jahrhundert erschien ein Pierre de Guillebert als Eigentümer. Er war aber nur einer in einer langen Reihe von wechselnden Eigentümern, welche die Gebäude des Manoirs zuerst leerstehen ließen und ab dem 18. Jahrhundert dann unter anderem als Bauernhof nutzten. Während der Französischen Revolution durch ein Feuer beschädigt, wurde Anlage anschließend nur halbherzig repariert.
1928 erwarben Germaine Hugot-Gratry und ihr Mann Maurice das Anwesen und ließen ab 1935 restaurieren. Dabei wurden zahlreiche Veränderungen zurückgebaut, die für die Nutzung der Gebäude als landwirtschaftlicher Betrieb gemacht worden waren, zum Beispiel die Vermauerung der Kreuzstockfenster im Logis. Anschließend öffneten sie es für Besucher. Nach dem Tod Germaine Hugot-Gatrys kam das Manoir an Marc Jallès, der es lange Zeit verwaltete. Aus gesundheitlichen Gründen musste er sich 2006 aus der Verwaltung zurückziehen, sodass drei Enkel Germaines von ihrem Vorkaufsrecht Gebrauch machten und seit März jenes Jahres die Anlage übernahmen. Diese war schon im Dezember 2004 auf Anordnung der Gemeinde geschlossen worden, denn die Gefahr, dass Besucher von lockeren Dachziegeln getroffen werden konnten, war zu groß. Außerdem gab es Probleme mit den überalterten Elektroinstallationen. Seit 2005 waren deshalb Sanierungsarbeiten im Gange, bei denen für über 100.000 Euro die Dächer des Herrenhauses neu eingedeckt, die Elektroleitungen modernisiert und ein Kamin restauriert wurde. Nach fast drei Jahren der Schließung feierten die Eigentümer am 1. August 2007 Wiedereröffnung. Seitdem steht die Anlage Besuchern wieder für Besichtigungen offen. Eine ehemalige Scheune wurde zu einem großen Saal umgebaut, der für Veranstaltungen gemietet werden kann. Außerdem betreiben die Eigentümer eine Ferienwohnung in einem der Herrenhausflügel.

## Beschreibung

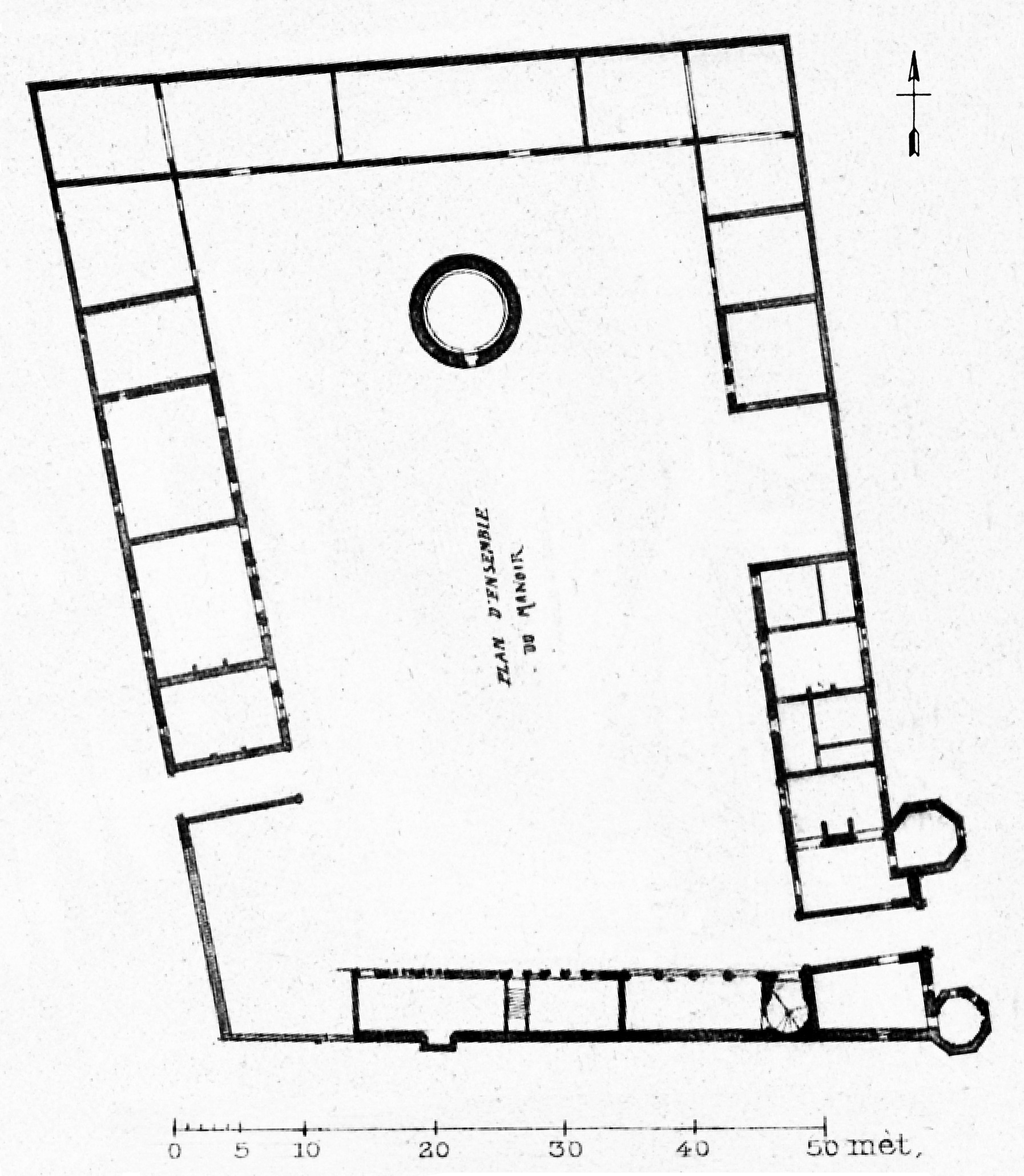
Erdgeschossgrundriss aus dem 19. Jahrhundert

Das Manoir dʼAngo ist eines der zahlreichen Herrenhäuser, für welche die Normandie bekannt ist. Es steht südlich des Ortes Varengeville-sur-Mer rund sechs Kilometer von Dieppe entfernt. Von außen betrachtet vermittelt die geschlossene Vierflügelanlage einen abweisend wehrhaften Eindruck, die verspielt dekorativen Renaissance-Elemente der einzelnen Trakte zeigen sich dem Betrachter erst im Innenhof der Anlage. Früher war diese an allen Seiten von einem Wassergraben umgeben, und an der Nordseite schloss sich eine Gartenanlage an. Von dem einst 5000 Hektar großen Landbesitz gehören heute noch 28 Hektar zum Herrenhaus.
Beim Bau der einzelnen Trakte, die sich um einen großen, rechteckigen Hof gruppieren, kamen vornehmlich lokal verfügbare Materialien zum Einsatz. Ihr Mauerwerk besteht aus Sand- und Feuerstein. Die Gefache der Fachwerkpartien sind mit Ziegelstein gefüllt. Einige Bauten waren früher höher als heute, ihre Obergeschosse wurden im Laufe der Geschichte abgetragen.
Der Haupteingang der Anlage liegt am südlichen Ende des Ostflügels. Der dortige Torbau besitzt ein großes korbbogiges Portal, dessen profilierter Torbogen einen reich reliefierten Sturz besitzt. Rechts neben der Tordurchfahrt befindet sich eine kleinere Schlupfpforte für Fußgänger, die heute als Fenster dient. Die Toranlage wird von zwei polygonalen Flankierungstürmen geschützt. Früher besaß dieser östliche Torbau ein westliches Pendant, das gegenüber am südlichen Ende des Westflügel stand.
Nach Westen schließt sich dem Torbau das Logis an. Sein Hochparterre erhebt sich über einem hohen Sockelgeschoss mit Mauerwerk aus hellen Sandsteinquadern und besitzt eine Loggia mit vier Arkaden. Die Bögen werden von gedrungenen Säulen getragen, die an romanische Architektur erinnern. Ihre Bogenzwickel zeigen für die Renaissancezeit typische Medaillons mit menschlichen Köpfen. Sie stellen unter anderem Jean Ango und seine Frauen sowie König Franz I. dar. Diese Medaillons finden sich auch in den hofseitigen Zwickeln der Tordurchfahrt. Das Mauerwerk des Hochparterres besteht – genauso wie das des Obergeschosses – aus behauenen Sand-, Feuer- und Kreidesteinen, die in geometrischen Formen angeordnet sind und von weitem den Eindruck von Marmor erwecken. Das Obergeschoss des Logisflügels wird von einem einzigen langen Saal eingenommen, der von jeweils fünf großen Kreuzstockfenstern an beiden Langseiten erhellt wird. An der Hoffassade sind diese von Pilastern flankiert. In ihrem Parapetbereich verläuft zwischen profilierten, horizontalen Bändern ein Fries mit Kreis- und rautenförmigen Reliefs. Der Saal, dessen Wände mit Fresken italienischer Künstler des 16. Jahrhunderts dekoriert sind, verband früher die beiden Torbauten miteinander. Sein heute noch vorhandener östlicher Eingang ist von einem achteckigen Treppenturm mit schiefergedeckter Haube und steinerner Wendeltreppe erreichbar. Zugleich gibt es von dort noch einen Zugang zum östlichen Torbau. Die Turmfassade zeigt das Wappen der Stadt Dieppe, deren Gouverneur Jean Ango einst war. Ein Fenster des Logis zeigt die Jahreszahl 1541.
Bekanntester Teil der Anlage ist ihr imposanter Taubenturm aus dem 16. Jahrhundert im nördlichen Teil des Hofs. Er besitzt eine markante, byzantinisch beeinflusste Zwiebelkuppel und 1600 Nistlöcher. Sein Mauerwerk weist rundherum bänderförmige Muster auf, die durch farbige Mauerziegel und deren Anordnung entstanden.

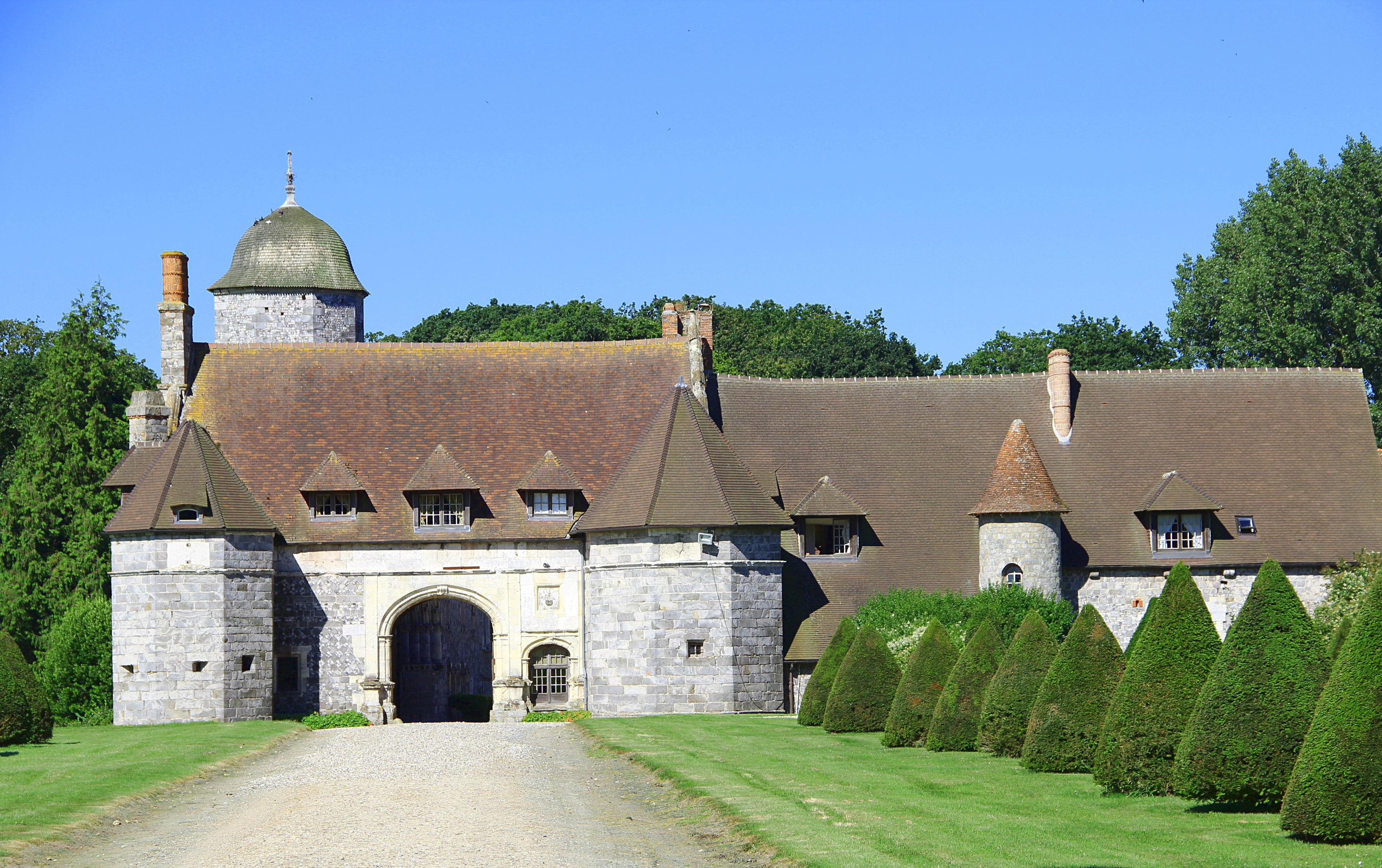
Torbau, Außenansicht
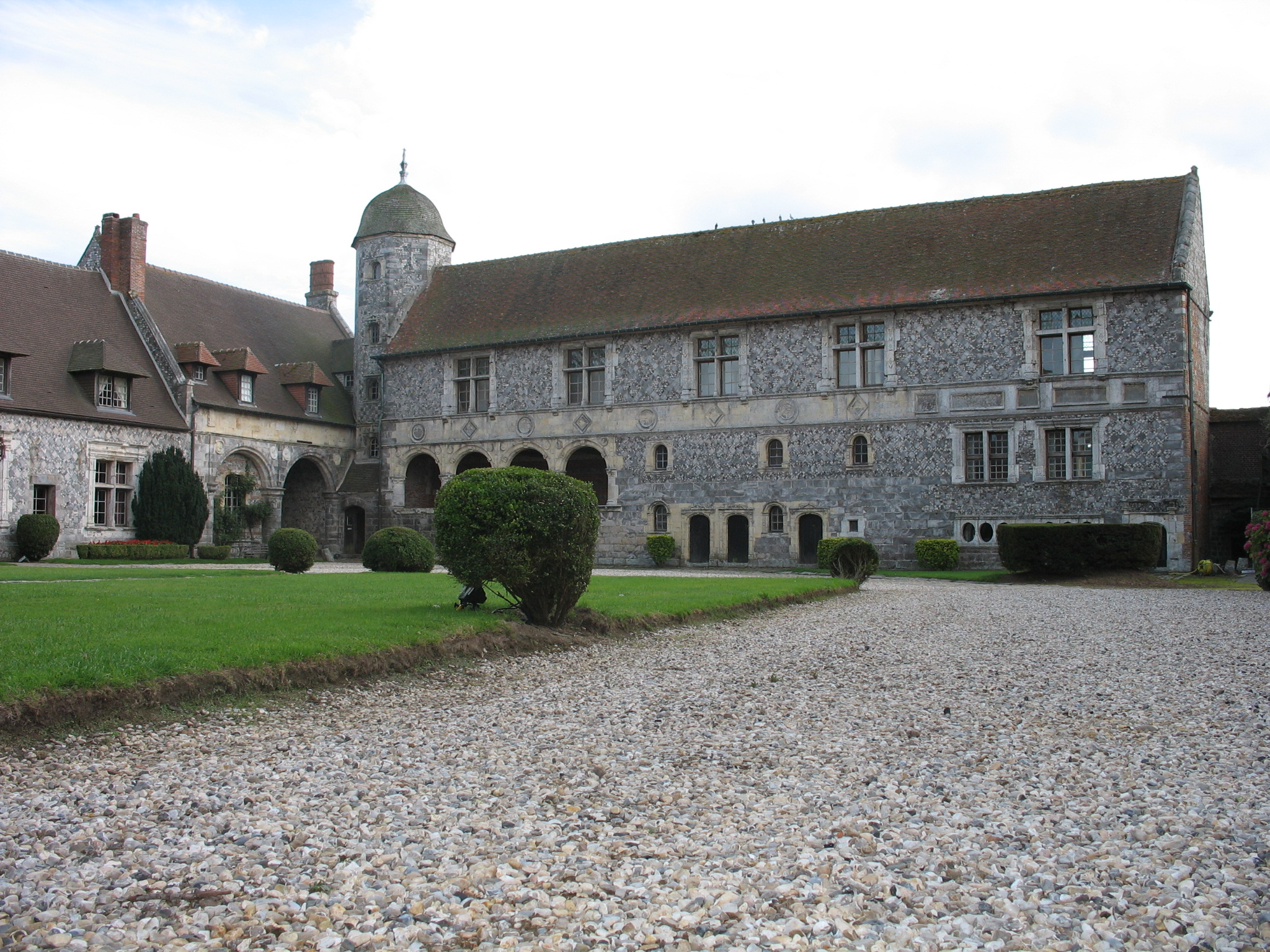
Hoffassaden des Torbaus (links) und Logis (rechts)
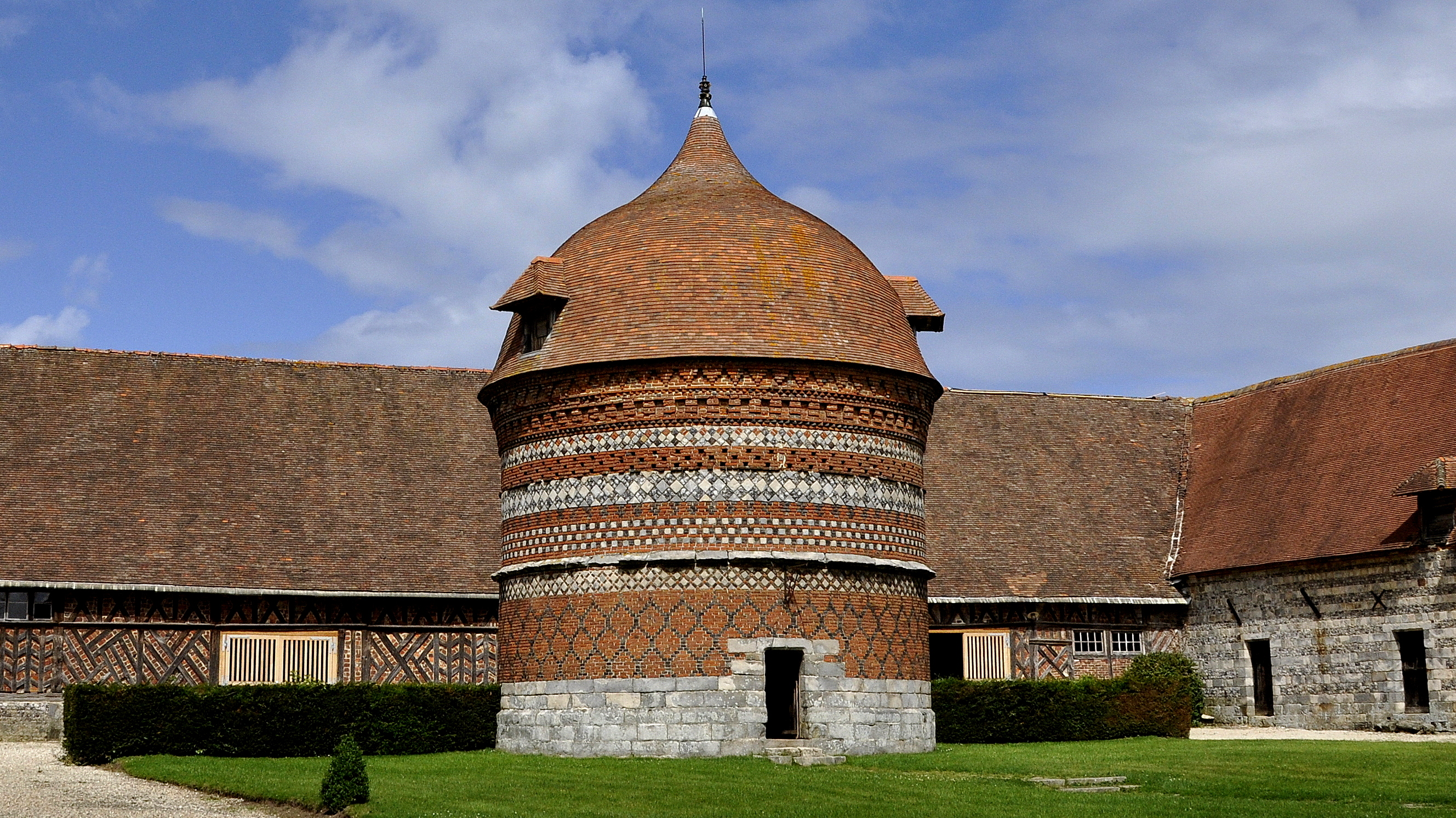
Taubenturm
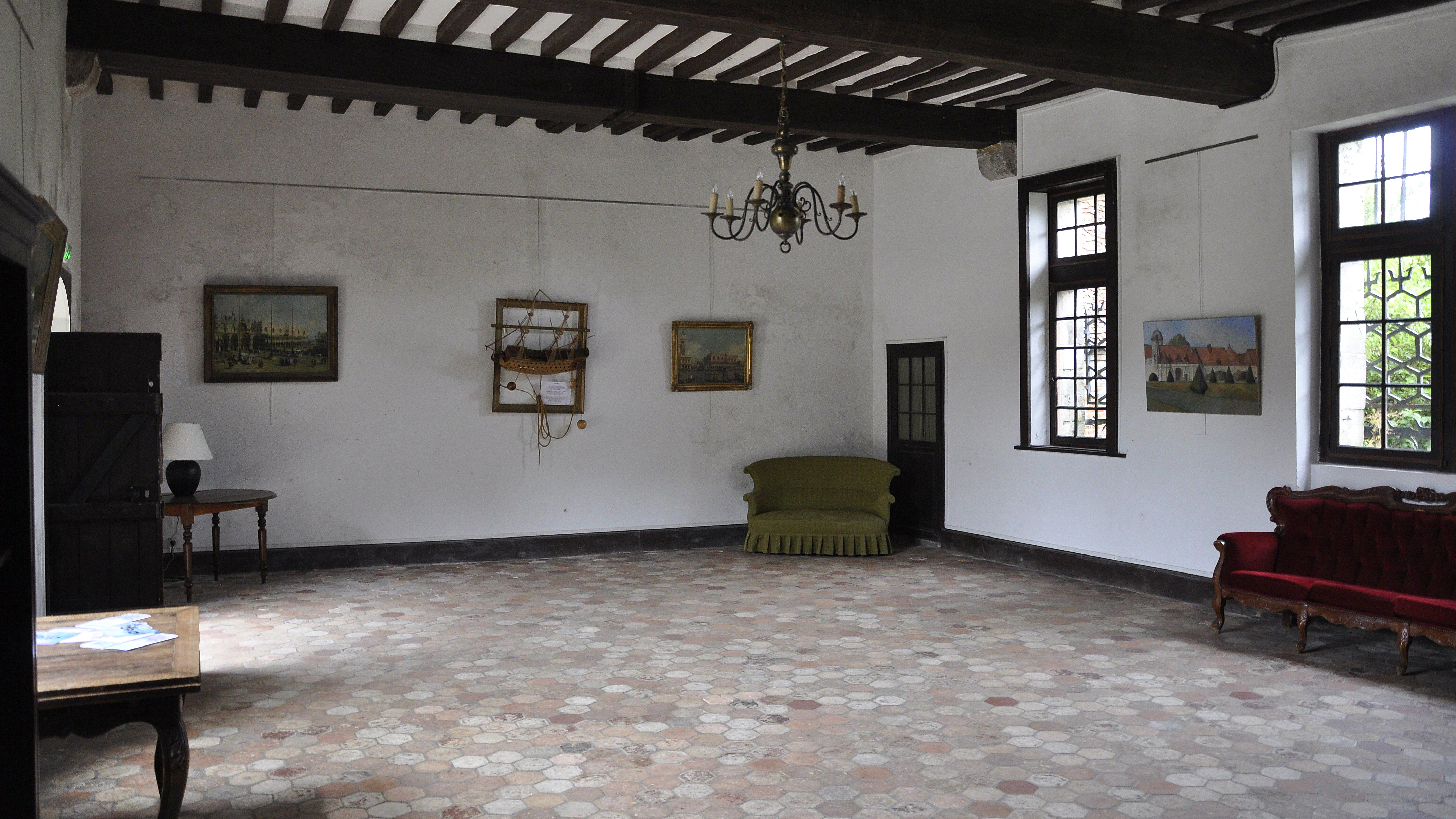
Innenansicht